# Vicepresidente de Guinea Ecuatorial
El Vicepresidente de Guinea Ecuatorial es el segundo cargo político más alto de Guinea Ecuatorial. Se organiza en dos Vicepresidentes (Vicepresidente Primero y Vicepresidente Segundo) los cuales son nombrados por el Presidente de Guinea Ecuatorial.

## Historia
El cargo de Vicepresidente fue introducido tras la Independencia de Guinea Ecuatorial el 12 de octubre de 1968. La Constitución de 1968 establecía que quien ejerciera el cargo debía provenir de una provincia distinta de aquella de la que procedía el Presidente. Dado que el presidente electo Francisco Macías Nguema procedía de la Provincia de Río Muni, nombró como primer Vicepresidente a Edmundo Bossio, natural de la Provincia de Fernando Poo.
El cargo continuó siendo ejercido por Bossio tras establecerse la dictadura de Macías en 1969. De hecho, cuando Macías se encontraba en la Región Continental, Bossio se hacía cargo del gobierno con plenos poderes en la Isla de Bioko.
A finales de 1974, sin embargo, Bossio fue investigado por los Servicios de Información de Macías Nguema (luego de que un retrato oficial de Macías pegado en la puerta de su domicilio fuese destruido) y sometido a arresto domiciliario. Fue destituido de su cargo y ejecutado en la Prisión Playa Negra el 21 de febrero de 1975. Fue sustituido como vicepresidente por Miguel Eyegue, quién asumió el cargo en funciones.
Eyegue se vio implicado en el Intento de golpe de Estado de 1976, razón por la cual fue destituido y detenido. Durante los siguientes dos años el cargo de Vicepresidente estuvo vacante, hasta que en 1978 Macías nombra en el cargo a Bonifacio Nguema Esono Nchama, quién también se desempeñaba como Ministro de Asuntos Exteriores.
Tras el Golpe de la Libertad en 1979 también se estableció el cargo de Vicepresidente en el Consejo Militar Supremo. Esta posición fue ocupada por Florencio Mayé Elá, paralelamente Ministro de Asuntos Exteriores.
La Ley Fundamental de Guinea Ecuatorial de 1982 no reconocía la figura de un vicepresidente, por lo que el cargo dejó de existir. Tras la reforma constitucional de 2011 a la Ley Fundamental de Guinea Ecuatorial de 1991, el cargo fue repuesto y su primer titular, a partir del 21 de mayo de 2012, fue Ignacio Milam Tang, con Teodoro Nguema Obiang Mangue como Vicepresidente Segundo. Este último asumió como Vicepresidente Primero el 22 de junio de 2016.